# コンポンチャム州
コンポンチャム州（コンポンチャムしゅう）はカンボジア東部の州である。州都はコンポンチャム。
2013年12月31日に東西に分割され、東部がトボンクムン州となった。

## 行政区画
コンポンチャム州は9区に分かれる。
- 0301 Batheay
- 0302 Chamkar Leu
- 0303 Cheung Prey
- 0306 コンポンシエム
- 0307 Kang Meas
- 0308 Kaoh Soutin
- 0313 Prey Chhor
- 0314 Srei Santhor
- 0315 Stueng Trang

## コンポンチャム州出身の人物
- フン・セン - 政治家、カンボジア王国元首相
- フン・マネット - カンボジア王国首相、フン・セン元首相の長男
- ウン・ラチャナ - 外交官、駐日大使
- カオ・キム・ホルン - 政治家、学者
- クオン・ラボラヴィー - サッカー選手
- ソット・ポーリン - 小説家、ジャーナリスト
- チア・キムター - 外交官、駐日大使
- ヘン・サムリン - 政治家